# DIAMETER
DIAMETER е еволюционно развитие на RADIUS, като за разлика от RADIUS названието не е съкращение, а игра на думи (два пъти повече възможности от RADIUS). Не е напълно съвместим с RADIUS, но позволява обновяване от RADIUS сървър.
Нововъведенията:
- 32-Bit-AVP адресно пространство на свойства (англ.: attribute value pairs) позволява 256 различни свойства.
- Възможности за разширяване на операциите.
- Криптиране с TLS (незадължително) и IPsec задължително.
- Прекратяване на право на достъп за потребител, ако му свърши кредитът.
- P2P-архитектура, вместо само клиент – сървър.
- Надеждни протоколи като TCP и SCTP.
- Дублиране на информация и състояние, в случай на грешки в някой модул.
- Договаряне на капацитета на мрежата (ниво на сигурност и поддържащи програми).

DIAMETER е одобрен в RFC 3588.
Използван е освен друго и за IP мултимедийни системи.